# Singhiella crenulata
Singhiella crenulata là một loài côn trùng cánh nửa trong họ Aleyrodidae, phân họ Aleyrodinae.
Singhiella crenulata được Qureshi & Qayyam miêu tả khoa học đầu tiên năm 1969.